# Montauville
Montauville est une commune française située dans le département de Meurthe-et-Moselle en région Grand Est.

## Géographie

### Localisation
Les habitants de Montauville s'appellent les Montauvillois et Montauvilloises.
La commune de Montauville est située sur les côtes de la Moselle, dans la partie ouest du parc naturel régional de Lorraine. Elle est bordée au sud par la forêt de Puvenelle, à l’ouest par le plateau de Haye et au nord par le Bois le Prêtre où de violents combats se sont déroulés durant la Première Guerre mondiale.
Le territoire communal se compose principalement de forêts pour 66 % de sa surface, de terres cultivées pour 20 % et de quelques prairies. On y trouve même des pelouses calcaires qui abritent une flore riche : asters, orchidées, anémones…
Il est en outre coupé par trois vallées où coulent les ruisseaux de la fontaine du Père Hilarion, de la fontaine des Corbeaux et de la fontaine des Cerfs qui se rejoignent à l’entrée du village pour former le ruisseau du Grand Rupt.

### Hydrographie

#### Réseau hydrographique
La commune est dans le bassin versant du Rhin au sein du bassin Rhin-Meuse. Elle est drainée par le ruisseau de Grand Rupt,.

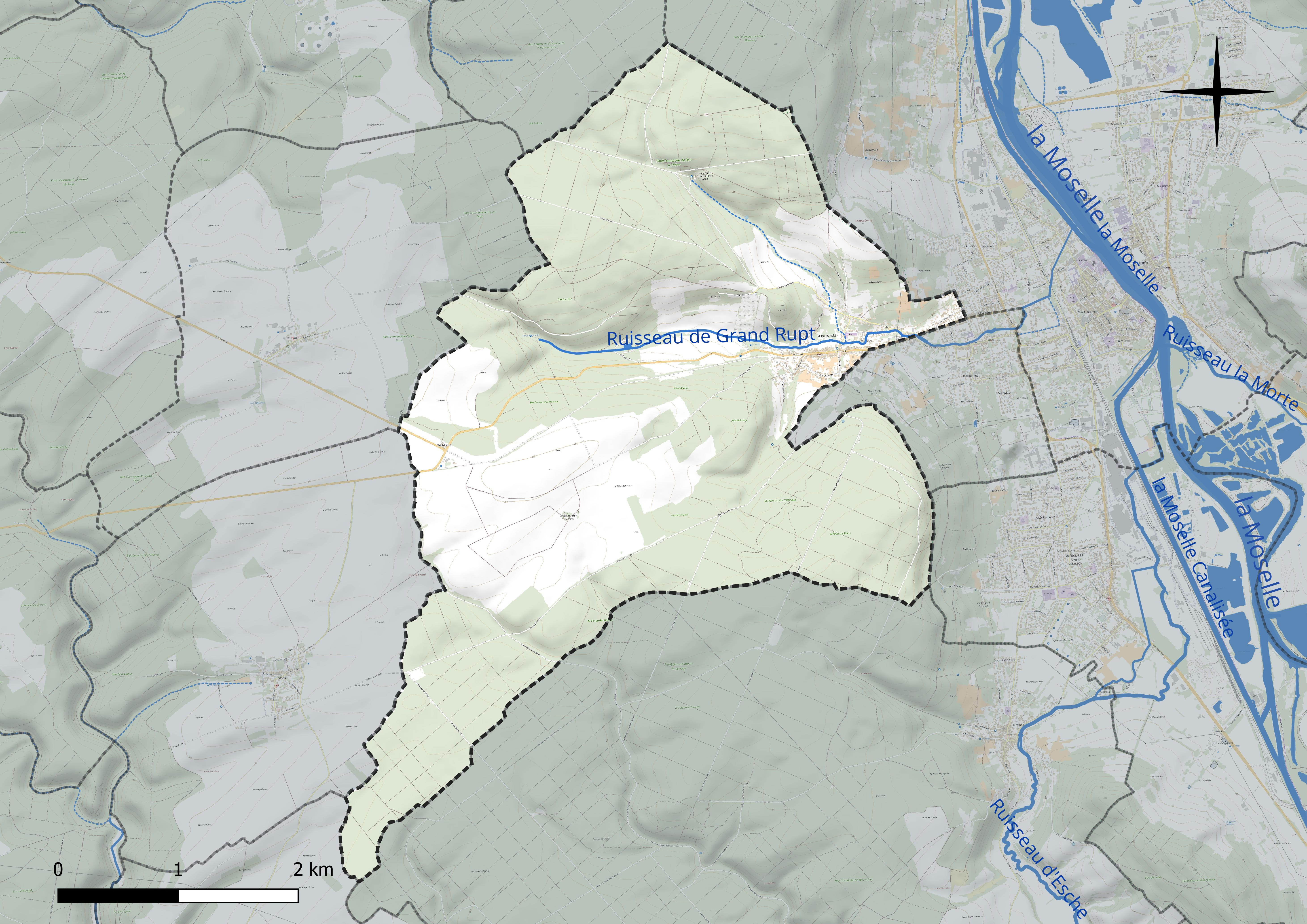
Réseau hydrographique de Montauville.

#### Gestion et qualité des eaux
Le territoire communal est couvert par le schéma d'aménagement et de gestion des eaux (SAGE) « Rupt de Mad, Esch, Trey ». Ce document de planification concerne les bassins versants du Rupt de Mad, de l’Esch et du Trey. Le périmètre a été arrêté le 2 juin 2014, la commission locale de l'eau (CLE) a été créée le 20 juin 2017, puis modifiée le 26 mars 20210. La structure porteuse de l'élaboration et de la mise en œuvre est le Parc naturel régional de Lorraine. 
La qualité des cours d’eau peut être consultée sur un site spécial géré par les agences de l’eau et l’Agence française pour la biodiversité. 

### Climat
Pour des articles plus généraux, voir Climat du Grand Est et Climat de Meurthe-et-Moselle.
En 2010, le climat de la commune est de type climat des marges montargnardes, selon une étude du Centre national de la recherche scientifique s'appuyant sur une série de données couvrant la période 1971-2000. En 2020, Météo-France publie une typologie des climats de la France métropolitaine dans laquelle la commune est exposée à un climat semi-continental et est dans la région climatique  Lorraine, plateau de Langres, Morvan, caractérisée par un hiver rude (1,5 °C), des vents modérés et des brouillards fréquents en automne et hiver.
Pour la période 1971-2000, la température annuelle moyenne est de 9,5 °C, avec une amplitude thermique annuelle de 16,5 °C. Le cumul annuel moyen de précipitations est de 853 mm, avec 12,8 jours de précipitations en janvier et 9,1 jours en juillet. Pour la période 1991-2020, la température moyenne annuelle observée sur la station météorologique de Météo-France la plus proche, « Nonsard », sur la commune de Nonsard-Lamarche à 19 km à vol d'oiseau, est de 10,7 °C et le cumul annuel moyen de précipitations est de 690,8 mm. 
La température maximale relevée sur cette station est de 40,1 °C, atteinte le 25 juillet 2019 ; la température minimale est de −17 °C, atteinte le 1er mars 2005,,.
Les paramètres climatiques de la commune ont été estimés pour le milieu du siècle (2041-2070) selon différents scénarios d'émission de gaz à effet de serre à partir des nouvelles projections climatiques de référence DRIAS-2020. Ils sont consultables sur un site spécial publié par Météo-France en novembre 2022.

## Urbanisme

### Typologie
Au 1er janvier 2024, Montauville est catégorisée ceinture urbaine, selon la nouvelle grille communale de densité à sept niveaux définie par l'Insee en 2022.
Elle appartient à l'unité urbaine de Pont-à-Mousson, une agglomération intra-départementale regroupant six  communes, dont elle est une commune de la banlieue,,. Par ailleurs la commune fait partie de l'aire d'attraction de Pont-à-Mousson, dont elle est une commune de la couronne,. Cette aire, qui regroupe 16 communes, est catégorisée dans les aires de moins de 50 000 habitants,.

### Occupation des sols
L'occupation des sols de la commune, telle qu'elle ressort de la base de données européenne d’occupation biophysique des sols Corine Land Cover (CLC), est marquée par l'importance des forêts et milieux semi-naturels (67,3 % en 2018), une proportion identique à celle de 1990 (67,3 %). La répartition détaillée en 2018 est la suivante : 
forêts (58,6 %), terres arables (24,1 %), milieux à végétation arbustive et/ou herbacée (8,8 %), cultures permanentes (4,7 %), zones urbanisées (3,1 %), prairies (0,8 %). L'évolution de l’occupation des sols de la commune et de ses infrastructures peut être observée sur les différentes représentations cartographiques du territoire : la carte de Cassini (XVIIIe siècle), la carte d'état-major (1820-1866) et les cartes ou photos aériennes de l'IGN pour la période actuelle (1950 à aujourd'hui).

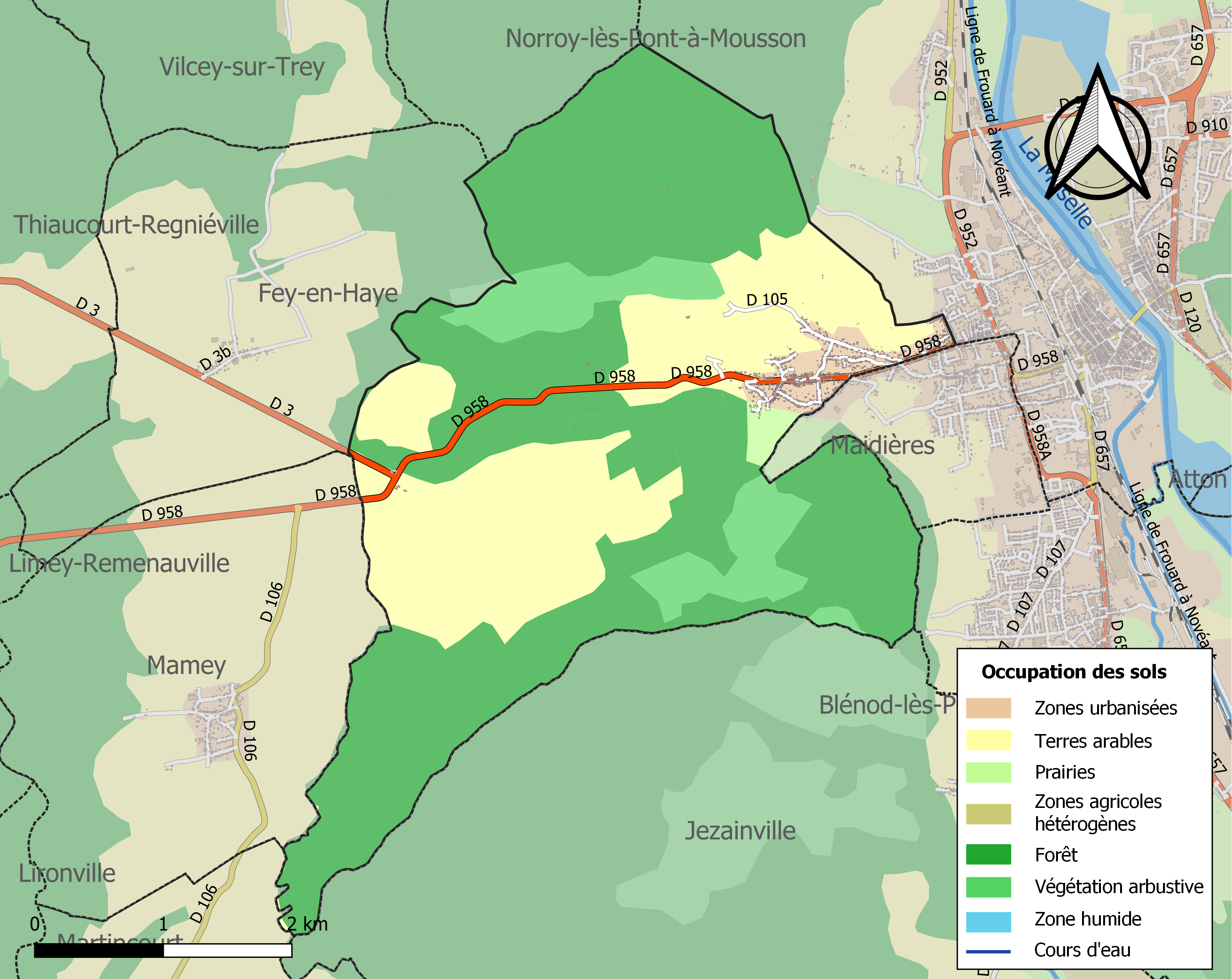
Carte des infrastructures et de l'occupation des sols de la commune en 2018 (CLC).

## Toponymie
Le nom de la localité est attesté sous les formes Montoiville preis dou Pont-à-Moussons (1335) ; Montoville (1424) ; Monthoville (1441) ; Monthonville (1498) ; Monthauville (1551).

Le premier élément Montau- s'explique peut-être par un anthroponyme germanique comme Mundoald, sachant que la plupart des noms en -ville sont composés avec un nom de personne germanique, ou peut-être encore par l'adjectif latin montensis, (comprendre gallo-roman MONTESIS) « de montagne », suivi de villa « villa rustica, domaine rural, ferme », ou plus directement de l'ancien français montoi « colline » , suivi de vil[l]e au sens ancien de « domaine rural, village ».

## Histoire
La présence de débris de tuiles et de briques en mosaïque fait croire à la présence d’un village gallo-romain au-dessus de son implantation actuelle, le long de l’ancienne voie romaine de Pont-à-Mousson à Saint-Mihiel.
Au Moyen Âge, le village était alternativement sous la domination des comtes de Bar et de couvents. Sa population se composait de bûcherons et de cultivateurs (vigne et houblon).
Montauville fut rayée de la carte au XVIIe siècle ; en raison de la peste et de la guerre de Trente Ans ses habitants s’étaient réfugiés à Pont-à-Mousson.
En raison des nombreuses sources situées sur la commune, il y avait autrefois un établissement d’hydrothérapie qui fut abandonné au milieu du XIXe siècle.
Montauville reste particulièrement marquée par la Première Guerre mondiale en raison des offensives puis de la guerre des tranchées qui se déroula au Bois-le-Prêtre.

## Politique et administration
| Période                                  | Période                   | Identité                                      | Étiquette | Qualité |
| ---------------------------------------- | ------------------------- | --------------------------------------------- | --------- | --- |
| Les données manquantes sont à compléter. |                           |                                               |           | |
| Vers 1860                                | juillet 1905              | Jules Brice                                   | PN        | Agriculteur Député de Meurthe-et-Moselle (1893-1905) Conseiller général du canton de Pont-à-Mousson (1889-1905) |
| Les données manquantes sont à compléter. |                           |                                               |           | |
| mars 2001                                | En cours (au 28 mai 2020) | Pascal Fleury, Réélu pour le mandat 2020-2026 |           | Ancien employé                                                                                                  |

## Population et société

### Démographie
L'évolution du nombre d'habitants est connue à travers les recensements de la population effectués dans la commune depuis 1793. Pour les communes de moins de 10 000 habitants, une enquête de recensement portant sur toute la population est réalisée tous les cinq ans, les populations de référence des années intermédiaires étant quant à elles estimées par interpolation ou extrapolation. Pour la commune, le premier recensement exhaustif entrant dans le cadre du nouveau dispositif a été réalisé en 2005.

En 2022, la commune comptait 1 089 habitants, en évolution de +1,87 % par rapport à 2016 (Meurthe-et-Moselle : −0,13 %, France hors Mayotte : +2,11 %).
| 1793 | 1800 | 1806 | 1821 | 1831 | 1836 | 1841 | 1846 | 1851 |
| ---- | ---- | ---- | ---- | ---- | ---- | ---- | ---- | ---- |
| 337  | 404  | 403  | 459  | 480  | 544  | 543  | 595  | 594  |

| 1856 | 1861 | 1872 | 1876 | 1881 | 1886 | 1891 | 1896 | 1901 |
| ---- | ---- | ---- | ---- | ---- | ---- | ---- | ---- | ---- |
| 594  | 605  | 634  | 716  | 675  | 658  | 680  | 686  | 708  |

| 1906 | 1911 | 1921 | 1926 | 1931 | 1936 | 1946 | 1954 | 1962 |
| ---- | ---- | ---- | ---- | ---- | ---- | ---- | ---- | ---- |
| 726  | 690  | 478  | 646  | 661  | 675  | 666  | 650  | 700  |

| 1968 | 1975 | 1982 | 1990  | 1999  | 2005  | 2006  | 2010  | 2015  |
| ---- | ---- | ---- | ----- | ----- | ----- | ----- | ----- | ----- |
| 793  | 846  | 951  | 1 078 | 1 092 | 1 146 | 1 162 | 1 167 | 1 086 |

| 2020  | 2022  | - | - | - | - | - | - | - |
| ----- | ----- | - | - | - | - | - | - | - |
| 1 087 | 1 089 | - | - | - | - | - | - | - |

## Culture locale et patrimoine

### Lieux et monuments

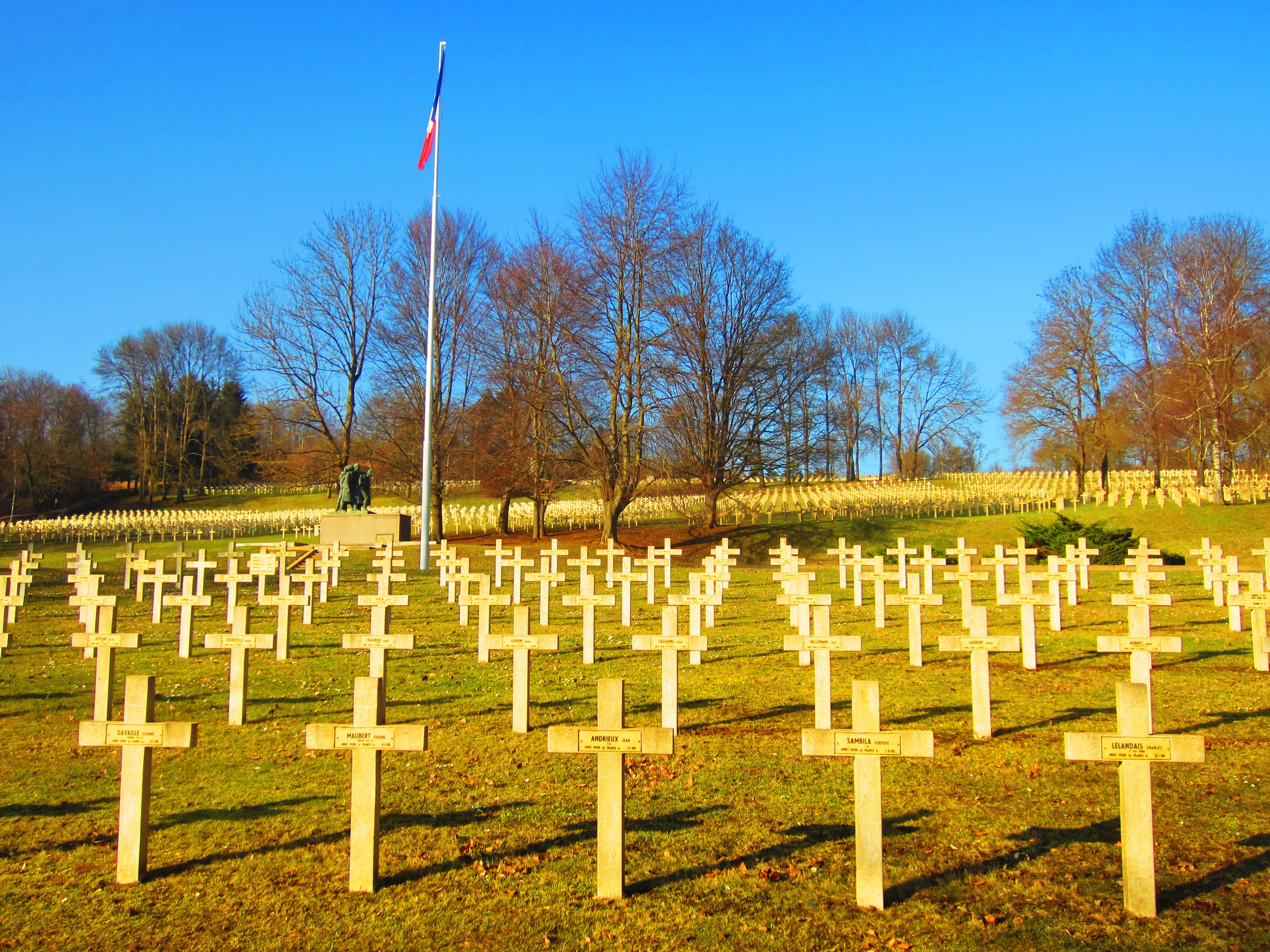
Cimetière militaire du Pétant.

#### Lieux de mémoire de la Grande guerre
- Monument de la Croix des Carmes, sculpté par Emile Just Bachelet en commémoration des combats de la Première Guerre mondiale dans ce secteur du Bois-le-Prêtre.
- Le nécropole nationale du Pétant est un cimetière militaire français composé d'une partie haute consacrée aux morts de la Grande Guerre (5 199 Français et 1 Serbe) et, en partie basse, d'un mémorial de la Captivité qui accueille les corps de prisonniers de guerre morts en captivité durant la Seconde Guerre mondiale (8 200 Français, 105 Soviétiques, 12 Polonais, 4 ossuaires).
- Église Sainte-Marie-Madeleine XIXe siècle.
- Tombeau de Guy Jean-Marie Ossude, sous-lieutenant au 169e régiment d'infanterie visible à la sortie de Montauville juste avant le panneau Maidières. Tué au combat le 1er novembre 1914 au Bois-le-Prêtre, il fut inhumé dans le cimetière provisoire près du Pétant. Son tombeau est dû à un granitier de Senones dans les Vosges.

### Personnalités liées à la commune
- Camille Chemin et Édouard Pillet. Ces deux soldats du 37e régiment d’infanterie coloniale sont fusillés près de Montauville pour désertion le 5 août 1915. Il s’agit d’un malentendu. En effet, les sacs laissés par les fantassins pendant une attaque ayant été pillés, les deux hommes sont désignés pour les garder afin d’éviter les vols. En juin 1915, lors d’une attaque commandée par un nouveau capitaine, celui-ci les considère comme disparus au front alors qu’ils sont à l’arrière avec les sacs. Le 37e RIC fait ensuite mouvement et Chemin et Pillet réintègrent le régiment. Le colonel les considère comme déserteurs et les deux soldats sont traduits le 4 août 1915 devant un conseil de guerre et fusillés dès le lendemain. Ils sont réhabilités en 1934.
- Jean de Lattre de Tassigny. Le 14 septembre 1914, lors d'un combat à cheval contre une patrouille de uhlans bavarois, le lieutenant de dragons de Lattre, après avoir tué l'officier, est blessé par la lance d'un uhlan et chute de cheval. Il est ramené à Montauville et allongé dans la ferme des époux David. Il y demeure jusque dans la nuit du 15 au 16 où il est transporté vers Pont-à-Mousson et caché dans une cave[28].

### Héraldique
| Blason de Montauville | Blason  | Tranché au premier de sinople au chef d’argent à trois lances d’or brochant sur le tout, au deuxième d’or à la bande de gueules chargée de trois alérions d’argent. |
| Blason de Montauville | Détails | Le premier quartier évoque la bataille du Bois-le-Prêtre qui a eu lieu pendant la première guerre mondiale sur le territoire de Montauville. Les lances symbolisent l’arrêt de l’avancée ennemie grâce à la bravoure et au courage de l’armée française. Le second quartier indique que la commune est en terre lorraine. |